# HD 202206 c
HD 202206 c – planeta pozasłoneczna, krążąca wokół gwiazdy HD 202206.
Jest to gazowy olbrzym, około 2,5 raza masywniejszy od Jowisza. Planeta posiada ekscentryczną orbitę wokół gwiazdy centralnej i krążącego wokół niej brązowego karła. Znajduje się w rezonansie orbitalnym 5:1 z brązowym karłem.